# アスピディスカ
アスピディスカ Aspidisca は、下毛類に属する繊毛虫の1属。腹面の繊毛は太い棘毛となって少数のみで、口の部分は狭くて細胞やや後方側面に開く。小型で背面には稜がある。

## 特徴
下毛目の繊毛虫は腹背に平らで、腹面の繊毛は複数が束になって棘毛を形成する。本属のものではその程度が特に強く、ごく太いものが十数本しかない。
全形は楕円形で、硬くて変形はしない。背面にははっきりした畝状の縦に走る隆起がある。腹面は扁平で、右側に周口膜域がある。その長さは細胞全体にわたるほどあるが、前後2つに分かれ、個々には狭い。前方のそれは小さく、後方のものがより大きくて細胞口に続く。腹面には前半部と後半部でやや異なった形の太い棘毛が数本ずつある。
和名として、水野(1964)は A. costata をメンガタミズケムシとしているが、同書でも上位分類群の名はアスピディスカ属・アスピディスカ科を採っている。月井(2010)は属の和名、ただし別名としてメンガタミズケムシを採っている。

## 生態など
A. costata は淡水産で、岡田他(1976)は「池沼、みぞなど停水中に」住むとしている。腹面で基盤の上を這うように運動し、よく跳躍する。この時腹面の太い棘毛が跳躍運動に役立つ。
月井(2010)は本属のものの動きの特徴として「絶えず方向を変えながら、くるくる回るようにして移動」する点を挙げている。腐植質の多い水域でごく普通に見られるとも。

## 分類
岡田他(1965)と水野(1964)はアスピディスカ科としている。 A. costata が岡田他(1965)はじめ図鑑によく取り上げられており、水野(1964)や水野・高橋(1991)はもう1種 A. turrita を取り上げている。両者ともよく似ているが、前者は背面の稜が6、後者は1である。
月井(2010)によると A. costata は A. cicada の学名が正しい。また、他に A. aculeata、A. sterini の2種を挙げている。前者は背面の稜が4、後者は0である。
全世界の淡水・海水から約30種が知られている。
- Aspidisca aculeata (Ehrenberg, 1838) Kahl, 1932
- Aspidisca angulata Bock, 1952
- Aspidisca antarctica Corliss & Snyder, 1986
- Aspidisca binucleata Kahl, 1932
- Aspidisca caspica Agamaliev, 1967
- Aspidisca caudata Vacelet, 1961
- Aspidisca cicada O. F. Müller, 1786 (syn. A. costata)
- Aspidisca crenata Fabre-Domergue, 1885
- Aspidisca dentata Kahl, 1928
- Aspidisca fjeldi Dragesco, 1960
- Aspidisca fusca Kahl, 1928
- Aspidisca fuscoides Agamaliev, 1975
- Aspidisca hexeris Quennerstedt, 1869
- Aspidisca leptaspis Fresenius, 1865
- Aspidisca lyncaster (O.F. Müller, 1773) von Stein, 1859
- Aspidisca lynceus O.F. Müller, 1773
- Aspidisca magna Kahl, 1932
- Aspidisca major (Madsen, 1931) Kahl, 1930-5
- Aspidisca mutans Kahl, 1932
- Aspidisca orthopogon Deroux & Tuffrau, 1965
- Aspidisca pertinens Bock, 1955
- Aspidisca polypoda (Dujardin, 1841)
- Aspidisca polystyla Stein, 1859
- Aspidisca pulcherrima Kahl, 1932
- Aspidisca robusta Kahl, 1932
- Aspidisca steini (Buddenbrock, 1920)
- Aspidisca terranovae Valbonesi, 1996
- Aspidisca tridentata Dragesco, 1963
- Aspidisca turrita (Ehrenberg, 1831) Claparède & Lachmann, 1858